# Pandanus carrii
Pandanus carrii är en enhjärtbladig växtart som beskrevs av Harold St.John. Pandanus carrii ingår i släktet Pandanus och familjen Pandanaceae. Inga underarter finns listade.